# إدارة كويتزالتينانغو
إدارة كويتزالتينانغو (بالإنجليزية: Quetzaltenango Department)‏  هي إداراة في غواتيمالا، تتبع غواتيمالا، بلغ عدد سكانها 624716  نسمة، في 2003، عاصمتها كويتزالتنانغو، تبلغ مساحتها 1953 كيلومتر مربع.